# Drosophila transversa
Drosophila transversa es una especie de mosca de la fruta. Fue descrita originalmente por Carl Fredrik Fallén en 1823.